# Carla Ryan
Carla Ryan (Nathalia, Victòria, 21 de setembre de 1985) va ser una ciclista australiana professional del 2008 al 2014. S'ha proclamat campiona nacional tant en ruta com en contrarellotge.

## Palmarès
- 2007
  -  Campiona d'Austràlia en contrarellotge
- 2008
  - 1a a l'Open de Suède Vårgårda TTT
- 2009
  -  Campiona d'Austràlia en ruta
  -  Campiona d'Austràlia en contrarellotge
  - 1a a l'Open de Suède Vårgårda TTT
- 2010
  - Vencedora d'una etapa al Tour de l'Ardecha
- 2012
  - 1a a l'Omloop van de IJsseldelta
  - Vencedora d'una etapa al Tour de l'Ardecha